# 甲斐姫
甲斐姫（かいひめ、元亀3年（1572年） - 没年不詳）は豊臣秀吉の側室の一人、忍城城主・成田氏長の長女。天正18年（1590年）の小田原征伐の際、父・氏長が小田原城に詰めたため留守となった忍城を一族郎党と共に預かり、豊臣軍が城に侵攻した際には武勇を発揮して城を守りぬいたと伝えられている。

## 生涯

### 出自
忍城城主・成田氏長と、最初の正妻で上野国金山城城主・由良成繁の娘との間に生まれる。外祖母となる妙印尼（由良成繁の妻）は、天正12年（1584年）に金山城が北条氏の軍勢に襲撃された際、71歳という高齢にも拘らず籠城戦を指揮した人物であり、甲斐姫の母も武芸に秀でていたとされる。
天正元年（1573年）、成田氏と由良氏の関係悪化に伴い、母とは2歳の時に離別した。その後は氏長継室となった太田資正の娘の下で育てられたが、継母や巻姫や敦姫といった腹違いの妹たちとの仲は良好だったという。19歳となった甲斐姫はその容姿から「東国無双の美人」と評されたが、武芸や軍事に明るかったことから、「男子であれば、成田家を中興させて天下に名を成す人物になっていた」とも評された。
甲斐姫、巻姫、敦姫のほかに氏長には天正14年（1586年）に亡くなった嫡子と、下野国の小山秀綱または小山政種に嫁いだ女子が存在したと考えられている。この女子について、『重興小山系図』では「（政種の）母は成田下総守藤原氏長の女」、『関八州古戦録』では「（政種の）妻は氏長の娘」と記されているが、『重興小山系図』の記述については年代的に考えて「妻」の誤伝だろうと指摘されている。

### 忍城の戦い

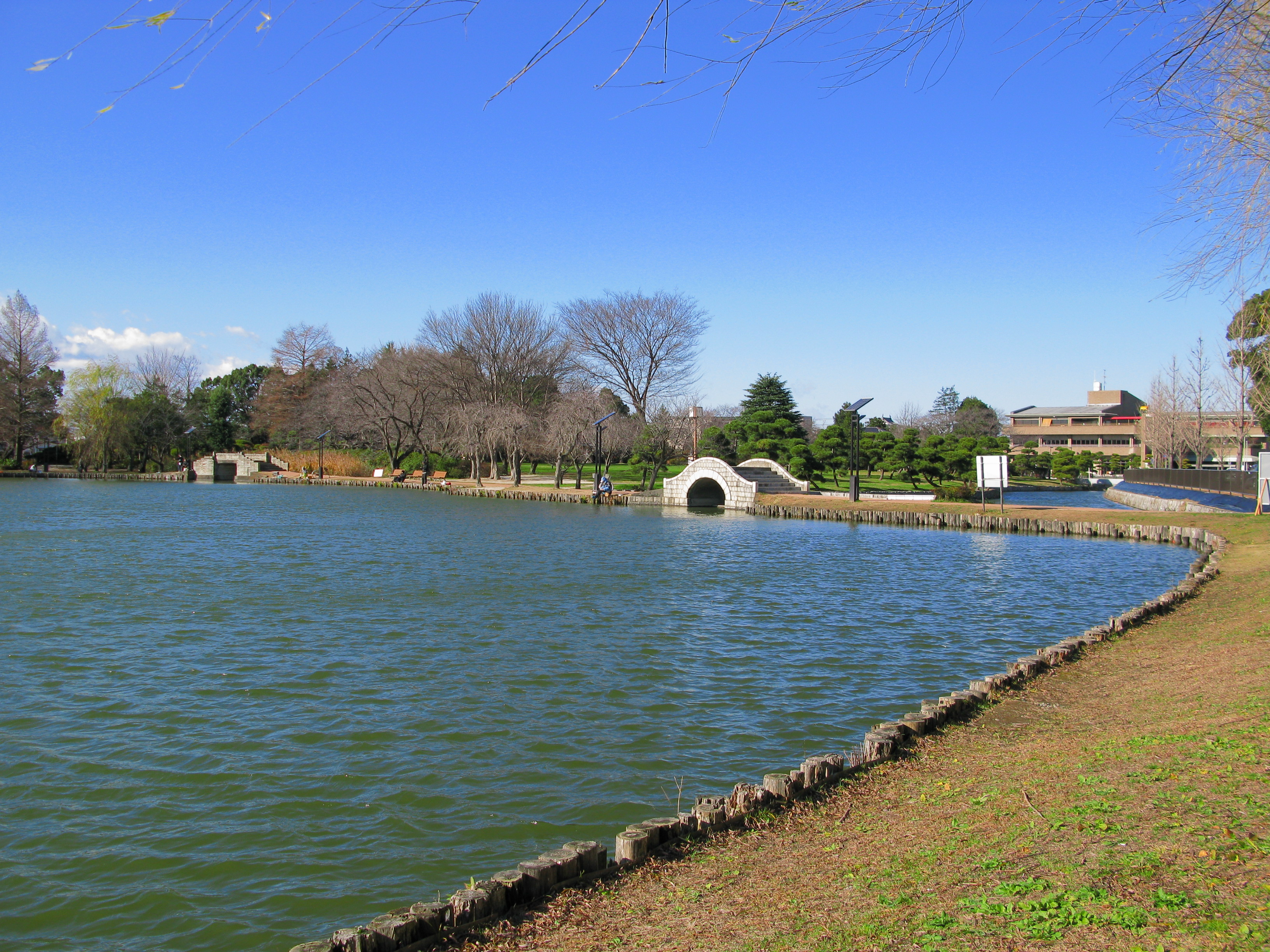
忍城址にある水城公園。豊臣方との約1か月に渡る籠城戦の末に開城した

天正18年6月4日（1590年7月5日）、豊臣秀吉による小田原征伐の際、500余の兵と城下の民たち合わせて3,000人程度が籠もる忍城に石田三成率いる約2万3千人の豊臣秀吉軍が侵攻した。
忍城は湿地を活かして築城されている上に、城代・成田泰季が率いる籠城軍の士気は高く、城攻めは難航した。この籠城戦の最中に城代の泰季は発熱を起こし、そのまま病死したが、奥方と甲斐姫は泰季からの「大任を受けながら途中で死を迎えることは残念。万が一の時には成田長親を私の代わりに」との遺言を受けると一門や家臣を集め、泰季の嫡男・長親を総大将とすることを命じた。
成田勢の抵抗に対して三成は備中高松城と同様に水攻めの戦法を採用。城の周囲に石田堤と呼ばれる長大な堤防を築き、水を引き入れて成田勢を無力化する作戦に出た。周辺地域の地形的な問題もあり堤内の水位は芳しくなかったが、荒川と利根川から水を引き入れたことで6月16日（7月17日）には堤内は水で満ちた。一方、忍城周辺は6月18日（7月19日）頃から梅雨時の風雨に見舞われた。この風雨により、同日夜半に2箇所で堤が決壊、濁流が石田勢を押し流し、270人近くにおよぶ溺死者を出した。成田勢が夜陰に乗じて堤を破壊したためだとも言われる。
6月25日（7月26日）、岩槻城や鉢形城を攻略した浅野長政の軍勢が援軍として差し向けられると、6月27日（7月28日）に長政が自ら陣頭に立ち大手口（北緯36度8分19.09秒 東経139度27分30.78秒 / 北緯36.1386361度 東経139.4585500度）から攻撃を仕掛けた。浅野勢が本丸に迫る勢いを見せたため、報告を受けた城代の長親が出陣しようと試みたが甲斐姫はこれを押し留め、自らが鎧兜を身に付け、成田家に伝わる名刀「浪切」を携え、200余騎を率いて出陣。甲斐姫の到着より先に佐間口を守備していた正木利英が手兵を引き連れて応援に駆けつけていたこともあって浅野勢の侵入を阻止することに成功し、甲斐姫も多くの敵将を討ち取ったとされる。
7月5日（8月4日）、豊臣側は石田・佐竹勢が下忍口（北緯36度8分3.33秒 東経139度27分15.96秒 / 北緯36.1342583度 東経139.4544333度）から、浅野・長束勢は持田口（北緯36度8分7.2秒 東経139度26分53.65秒 / 北緯36.135333度 東経139.4482361度）から、大谷・宇都宮勢が佐間口（北緯36度8分2.69秒 東経139度27分42.36秒 / 北緯36.1340806度 東経139.4617667度）から三方面同時に侵攻を開始し、浅野長政、真田昌幸・真田信繁父子らが布陣した持田口では両軍による激しい戦闘が行われた。成田勢は真田の兵に出城を攻め落とされ、浅野勢の攻勢の前に持田口の捨曲輪が攻め破られ多数の死傷者を出した。成田勢は他方面でも豊臣側の軍勢と対峙しているため援軍を派遣することが出来ず、本丸から甲斐姫が200余騎を率いて持田口に加勢した。その際、甲斐姫は佐野勢の三宅高繁という武将と対峙すると相手を弓矢で討ち取ったと伝えられている。
7月6日（8月5日）、北条側の総大将の北条氏直が豊臣側に降伏。小田原城の受け渡しが行われた後も忍城の成田勢は籠城を続けていたため、秀吉の命により城主の氏長が使者を派遣し小田原開城の報と忍城開城を指示。使者の説得を受けて城代の長親は開城を決断し、7月14日（8月13日）の開城の際には甲斐姫をはじめ奥方、巻姫、敦姫らが甲冑を身につけて馬に乗り、籠城した諸士に囲まれながら城を後にしたと伝えられている。姫らの退出後、豊臣側の総大将の三成が忍城に入り、城代の長親の立会いの下で城の明け渡しが行われた。

### 忍城退出後の動静

#### 『成田記』による記述
『真書太閤記』や『成田記』には、忍城を明け渡した後の成田氏と甲斐姫の動静について次のような内容が記されている。
豊臣方に抵抗した成田家は蒲生氏郷に預けられる身となったが、同年9月に氏郷が陸奥国会津に移封されたことに伴い、これに従った。氏郷は氏長らを粗略に扱うことはなく、会津領内を蘆名盛氏が治めていた当時に軍事的な要衝とされた福井城の守備を一任し1万石の采地を与えた。領地を得たことで氏長の下にはかつての家臣たちが集まり始めたものの、氏郷は家臣の中から上方で召抱えたばかりの浜田将監と弟の浜田十左衛門を与えた。
同年11月、陸奥国中部で発生した葛西大崎一揆に呼応して伊達政宗の軍勢が会津領内の塩川に侵攻するとの情報が入り、氏長は蒲生頼郷に加勢するため主だった家臣を率いて塩川へ出陣した。浜田兄弟は福井城の留守役を任せられていたが、ある晩に謀反を企て本丸に攻め入ると成田家の譜代の家臣や氏長の妻を殺害した。この一報を知った甲斐姫は、謀反を起こした浜田兄弟に対して怒りを露わにしたという。200余人を有する浜田十左衛門の兵に対し、十数人足らずの甲斐姫は追い詰められるが、反撃に転じると、甲斐姫自身が馬を使って逃走を図る十左衛門に迫り、これに斬りつけて落馬させ、その首を討ち取った。浜田兄弟の謀反を知り福井城へ引き返した氏長の軍勢と黒川へと落ち延びる途中だった甲斐姫の手勢が合流。これに蒲生氏の援軍が加わり福井城を包囲した。将監は逃走を図ろうとしたが、薙刀を携えて待ち伏せていた甲斐姫と対峙。甲斐姫が一瞬の隙を見逃さず将監の太刀を払い落とすと、すぐさま右腕を斬り落とし、生け捕りとした。将監は磔のうえ斬首となり、首は城外に晒された。
甲斐姫の武勇伝を聞いた秀吉は、姫を気に入り側室として召抱えることになった。蒲生氏郷に預けられていた氏長は姫の口添えもあって、天正19年（1591年）に下野国烏山城主として2万石の領主に取り立てられた（後の烏山藩）。

#### 『関八州古戦録』による記述
一方、甲斐姫が秀吉の側室となった経緯について『関八州古戦録』は「蒲生氏郷は奥州仕置により会津に移封された後、氏長に1万石の采地を与えた。秀吉が下野国小山の百々塚に立ち寄った際、那須の岡本清五郎という者が『氏長の娘が無雙の容姿と志操堅固の持ち主であり、忍城の戦いにおいて母（太田資正の娘）と共に甲斐甲斐しく振る舞った』と噂をしていることを聞き、密かに面会した。その後、上方に戻った秀吉は会津に使者を送り、氏長の娘を側室とするため上京するように伝えた。さらに大谷吉継からの奉書が届くと氏郷は侍女を多数、成田氏家臣の吉田和泉守を介添えとして騎馬武者10人、足軽270余人を帯同させ、12月29日に大坂へと送った。その後、この娘の訴えにより秀吉は氏長に烏山の領地を与えた」と記している。
同様の説話は新井白石著の『藩翰譜』、成島司直により編纂された『改正三河後風土記』、後北条氏の盛衰を描いた『北條記』に記されている。このうち、『改正三河後風土記』では「氏長の女子」と記されているのに対して『藩翰譜』や『北條記』では「氏長の妹」と記されているが、歴史家の楠戸義昭は「妹とするのは間違い」、歴史学者の黒田基樹は「氏長の年齢から娘とするのが妥当」と指摘している。このほか、栃木県小山市において伝承が残されている。

### その後
大坂城での甲斐姫の生活ぶりは定かではないが、『伊達世臣家譜面』によると、秀吉には16人の側室が存在し、桑田忠親の著作によると、そのうちの名前が判明している人物の一人として甲斐姫の名が挙げられている。慶長3年3月15日（1598年4月20日）に京都で行われた醍醐の花見の際、甲斐姫が詠んだと考えられる歌が残されていることから、秀吉が亡くなる間際までその近辺に存在したものと考えられるが、同年8月18日（9月18日）の秀吉没後の消息は途絶えている。
一説によると甲斐姫は淀殿の信任を得て豊臣秀頼の養育係を務めたとも、武勇を生かして隠密的な役割を果たしたとも、秀頼と側室との間に生まれた娘（後の天秀尼）の養育係を務め、大坂の陣の後に共に相模国の鎌倉にある東慶寺に入ったとも言われる。一方で、秀頼に仕えた局や侍女を示す文献資料の中に甲斐姫の名は確認できない。

## 実在を巡る議論
美しさと武芸の才能を兼ねそろえた人物とされ、忍城の戦いにおいて継母らと共に籠城軍を指揮した説話は、後世に編纂された『成田記』や『真書太閤記』などを通じて伝えられている。ただし、2013年時点において確認ができる事柄は、彼女が豊臣秀吉の側室の一人となり、死の間際まで務めていた点のみだという。甲斐姫に関しては、その当時の多くの歴史的な女性と同様に、実在したことを確認できる詳細な記録は残されておらず、後世に編纂された書物のみであることから、実在性を疑問視する指摘もある。
甲斐姫に関する説話は安永年間に執筆された『真書太閤記』に詳細に記述されており、文化から文政年間に執筆された『成田記』も参考書の一つとしている。成田氏の推移を記述した『成田記』は、作者の小沼十五郎保道が著した以前に、その基となる『旧成田記』が存在したものと考えられるが、『回国雑記』などの一級資料のほかに『関八州古戦録』『甲陽軍鑑』などの軍記物を参考とした内容となっている。歴史学者の黒田基樹は「良質資料には見えないが、『三姉妹の長女』『氏長留守中の居城防衛に奮戦』『武勇と美貌が秀吉の目に留まり側室となった』『秀吉の取り成しにより成田氏の存続が果たされた』といったことが場面を変えつつ複数の所伝がある。合戦後、下野烏山3万石の大名として存続する過程で大きな役割を果たしたのだろう」としている。
前述のように甲斐姫の消息は秀吉の没後に途絶え、領地の烏山に移り住んだ記録はなく、成田氏の菩提寺である熊谷市にある龍淵寺には彼女の墓は存在しない。一方で、埼玉県幸手市に土着した吉羽氏には、甲斐姫から贈られたと伝えられる秀吉の使用した弁当箱が残されている。吉羽氏は元々は成田氏の家臣で、後に甲斐姫の父である氏長の子を奉じて幸手に移り住んだという。これらのことから甲斐姫と吉羽氏は、忍城の戦いの後も交流を続けていたものと推測されている。
平成24年（2012年）8月、甲斐姫が秀吉の主催した醍醐の花見に列席した際に詠んだと考えられる和歌の短冊が発見された。この短冊は京都にある醍醐寺に保管されていたもので、花見で詠まれた和歌の120番目に甲斐姫のものと考えられる歌「合おひ乃松毛としふり佐くら咲　花を深雪能山農のと気佐」が記録されている。署名は「甲斐」ではなく「可い」となっているが、作家の山名美和子は「甲斐姫の短冊にほぼ間違いない」としている。また、119番目には「い王（わ）」と署名された短冊が残されており、山名は「い王」が秀頼の娘の母の小石の方ではないかと指摘しているが、同寺の学芸員は「当時の女性は文字を書く際に変体仮名を使っていたので、署名が仮名でも不思議はない。しかし、『可い』が甲斐姫であるかは史料がないため、同一人物であるかは分からない」としている。

## 甲斐姫の消息

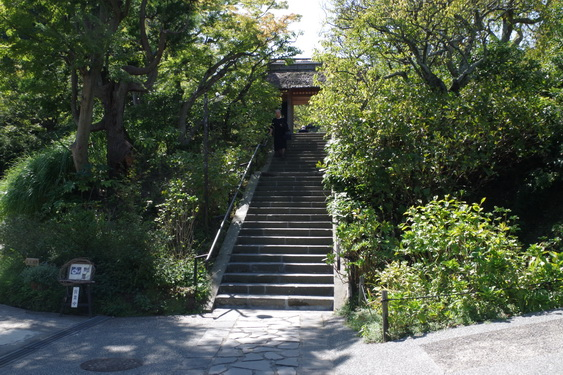
鎌倉にある東慶寺。豊臣秀頼の娘はこの寺に入り天秀尼となったが、甲斐姫がこれに同行したとする説がある。

豊臣秀頼は、正妻の千姫のほかに側室をもうけていた。その内の一人は伊勢国の北畠氏の一族である成田吾兵衛助直の娘で小石の方といい、秀頼との間に娘をもうけた。小石の方と甲斐姫はそれぞれ異なる出自を持つが、武蔵国と伊勢国の成田氏が混同されたため「秀頼の娘と関わった」とする説が生まれたと推測されており、その中には秀頼の娘は甲斐姫の実の娘とする説も存在する。
秀頼の娘は岸和田城城主・小出吉英の家臣である三宅善兵衛の下に預けられ、その妻が乳母を務めた。慶長20年（1615年）、大坂夏の陣の際に秀頼の娘は豊臣国松と共に大坂城にあったが、落城後に京都郊外に潜伏していたところを5月12日に徳川方の京極忠高により捕らえられ、国松も5月21日に徳川方に捕えられた。国松は死罪となったものの、秀頼の娘は千姫の助命嘆願もあって死を免ると後に鎌倉にある東慶寺に入り、落飾して天秀尼となり30歳前後のころに第20世住持となった。
天秀尼は正保2年2月7日（1645年3月4日）に37歳で亡くなったが、東慶寺にある天秀尼の墓の横には従者のものと見られる宝篋印塔がある。この塔の側面には「台月院殿明玉宗鑑大姉 天秀和尚御局 正保二年乙酉九月二十三日」と記されているが、これが甲斐姫の墓であり、上述のように秀頼の娘と共に寺に入った従者が甲斐姫であるとの説がある。『新東鑑』によれば、秀頼の娘の乳母を務めた三宅善兵衛の妻は大坂の陣の際に夫が戦死したため、主の三宅氏の下に預けられたと記されている。また、宝篋印塔の形状や「院殿」の戒名は、従者が生前に高貴な身分であったことを示しており、従者は三宅善兵衛の妻ではなかった可能性がある。
三宅善兵衛の妻とは別に秀頼の娘の養育にあたった身分の高い人物が存在し、「男性であっても困難な戦場からの脱出行」や「助命のための千姫との交渉」を手助けし、共に東慶寺に入り死の間際まで守り続けた可能性がある。三池純正著の『のぼうの姫 秀吉の妻となった甲斐姫の実像』では、甲斐姫であれば上記の条件にすべて符合するのではないか、としている。

## 伝承
縁切橋と涙橋
金山城主の由良成繁は忍城主の成田氏長に娘を嫁がせたが成繁は氏長を次第に疎むようになり、娘を返すように迫った。氏長は妻と離縁しなければならなくなり城の裏手にある上荒井曲輪から妻を見送ることになった。曲輪（後の行田市城西1丁目1番地付近（北緯36度8分16.05秒 東経139度26分57.39秒 / 北緯36.1377917度 東経139.4492750度））には城門と橋が架かっており、そこで氏長と甲斐姫は妻を乗せた籠を見送った。一行はさらに北に進んだ場所にある橋を渡ったが、そこで妻は涙を流したという。その後、一行は皿尾口の門（北緯36度8分26.22秒 東経139度26分50.75秒 / 北緯36.1406167度 東経139.4474306度）を抜けて、妻沼方面を通り金山城へと向かった。後に氏長と甲斐姫が見送った橋は「縁切橋」、妻が涙を流した橋は「涙橋」と呼ばれるようになった。明治時代にもこの2つの橋は存在し、地元の若い男女連れは決してこの橋を渡ろうとはしなかったという。
笄堀
忍城の戦いの際、大手門の北西に位置する北谷口に大谷吉継の軍勢が襲来した。事前の軍議では北谷口方面の地形的な問題点が指摘されていたが、実際に大谷勢の攻勢に遭ったことから早急に堀を掘削する必要に迫られた。そこで、城内に立て籠もっていた婦女子たちを集め、夜通しで掘削工事を行い、一夜限りで堀を完成させた。この堀は南北に5から6m、東西に約50mと細長い形状をしていたことから、女性が髪掻きに使う笄になぞらえて「笄堀」と呼ばれた。福島東雄著の『武蔵志』によると、この掘削工事を甲斐姫が指揮したとしており、「氏長の娘の械（カイ）が仕女を統率して堀と土塁を築いた。今では堀のことを「掻髪堀」と呼んでいる」と記している。

## 家系
出典
| 成田親泰10 |            |            |            |            |            |  |  |            |            |            |            |            |            |  |  |            |            |            |            |            |            |  |  |  |  |  |  |  |  |  |  |  |  |  |  |  |  |  |  |  |  |  |  |
|            |            |            |            |            |            |  |  |            |            |            |            |            |            |  |  |            |            |            |            |            |            |  |  |  |  |  |  |  |  |  |  |  |  |  |  |  |  |  |  |  |  |  |  |
|            |            |            |            |            |            |  |  |            |            |            |            |            |            |  |  |            |            |            |            |            |            |  |  |  |  |  |  |  |  |  |  |  |  |  |  |  |  |  |  |  |  |  |  |
| 成田長泰11 | 成田長泰11 | 成田長泰11 | 成田長泰11 | 成田長泰11 | 成田長泰11 |  |  | 小田朝興   | 小田朝興   | 小田朝興   | 小田朝興   | 小田朝興   | 小田朝興   |  |  | 成田泰季   | 成田泰季   | 成田泰季   | 成田泰季   | 成田泰季   | 成田泰季   |  |  |  |  |  |  |  |  |  |  |  |  |  |  |  |  |  |  |  |  |  |  |
| 成田長泰11 | 成田長泰11 | 成田長泰11 | 成田長泰11 | 成田長泰11 | 成田長泰11 |  |  | 小田朝興   | 小田朝興   | 小田朝興   | 小田朝興   | 小田朝興   | 小田朝興   |  |  | 成田泰季   | 成田泰季   | 成田泰季   | 成田泰季   | 成田泰季   | 成田泰季   |  |  |  |  |  |  |  |  |  |  |  |  |  |  |  |  |  |  |  |  |  |  |
|            |            |            |            |            |            |  |  |            |            |            |            |            |            |  |  |            |            |            |            |            |            |  |  |  |  |  |  |  |  |  |  |  |  |  |  |  |  |  |  |  |  |  |  |
| 成田氏長12 | 成田氏長12 | 成田氏長12 | 成田氏長12 | 成田氏長12 | 成田氏長12 |  |  | 成田泰親13 | 成田泰親13 | 成田泰親13 | 成田泰親13 | 成田泰親13 | 成田泰親13 |  |  | 成田長親   | 成田長親   | 成田長親   | 成田長親   | 成田長親   | 成田長親   |  |  |  |  |  |  |  |  |  |  |  |  |  |  |  |  |  |  |  |  |  |  |
| 成田氏長12 | 成田氏長12 | 成田氏長12 | 成田氏長12 | 成田氏長12 | 成田氏長12 |  |  | 成田泰親13 | 成田泰親13 | 成田泰親13 | 成田泰親13 | 成田泰親13 | 成田泰親13 |  |  | 成田長親   | 成田長親   | 成田長親   | 成田長親   | 成田長親   | 成田長親   |  |  |  |  |  |  |  |  |  |  |  |  |  |  |  |  |  |  |  |  |  |  |
|            |            |            |            |            |            |  |  |            |            |            |            |            |            |  |  |            |            |            |            |            |            |  |  |  |  |  |  |  |  |  |  |  |  |  |  |  |  |  |  |  |  |  |  |
| 甲斐姫     | 甲斐姫     | 甲斐姫     | 甲斐姫     | 甲斐姫     | 甲斐姫     |  |  | 成田重長   | 成田重長   | 成田重長   | 成田重長   | 成田重長   | 成田重長   |  |  | 成田泰之14 | 成田泰之14 | 成田泰之14 | 成田泰之14 | 成田泰之14 | 成田泰之14 |  |  |  |  |  |  |  |  |  |  |  |  |  |  |  |  |  |  |  |  |  |  |

## 関連作品
小説
- 『笄堀』（山本周五郎）
- 『紅蓮の狼』（宮本昌孝） - 主人公。
- 『水の城 いまだ落城せず』（風野真知雄）- 美しさと気性の荒さを併せ持ち、もし男性であったなら家臣や領民を災禍に巻き込みかねない、猪突猛進型の人物として描かれている[68]。
- 『のぼうの城』（和田竜）- 他国に知られるほどの美しさを持つが、武芸に秀でており男性並みの怪力を見せる。お転婆な性格だが、成田長親のことを密かに慕う人物として描かれている[69]。
- 『忍城の姫武者（上・下）』（近衛龍春） - 主人公。
- 『甲斐姫物語』（山名美和子） - 主人公。『埼玉新聞』に連載された『甲斐姫翔る あかね色の道』を加筆修正したもので、その生涯が描かれている[70]。

小冊子
- 『忍城甲斐姫物語』（行田青年会議所）- 1995年発行。忍城築城から、石田三成との攻防戦での活躍や謀反討伐譚、秀吉の側室として生きる姿と、後の天秀尼とともに鎌倉・東慶寺へ入寺して亡くなるまでが記されている。作中では秀頼の娘は甲斐姫と豊臣秀頼の間に生まれた実子という説を採っている[71]。

映画
- 『のぼうの城』（2012年、演：榮倉奈々）- 小説の項を参照。

漫画
- 『のぼうの城』（和田竜、花咲アキラ）
- 『涙切姫〜のぼうの城 甲斐姫外伝〜』（和田竜、木嶋えりん） - 主人公。 『のぼうの城』のスピンオフ作品で、甲斐姫の視点から長親や忍城の戦いを描いている[72]。
- 『ねこねこ日本史』 - 原作漫画第8巻に掲載。

ゲーム
- 『戦国無双シリーズ』（コーエー 声：鈴木真仁）- シリーズ3から主役ステージのあるプレイアブル・キャラクターとして加わり、パッケージにも登場している。男勝りの性格で武芸に秀でているが、庶民としての生活に憧れを抱いており[73]、父の氏長が北条氏康の家臣という設定で、主君として氏康に従っている[73]。
- 『戦国大戦 -1582 日輪、本能寺より出ずる-』 武将列伝 第六章「成田の甲斐姫」（セガ・インタラクティブ、2012年、声：三澤紗千香） - 甲斐姫自体はver1.20である「戦国大戦 - 15XX 五畿七道の雄 -」より登場。